# Karl Silvan Bossard

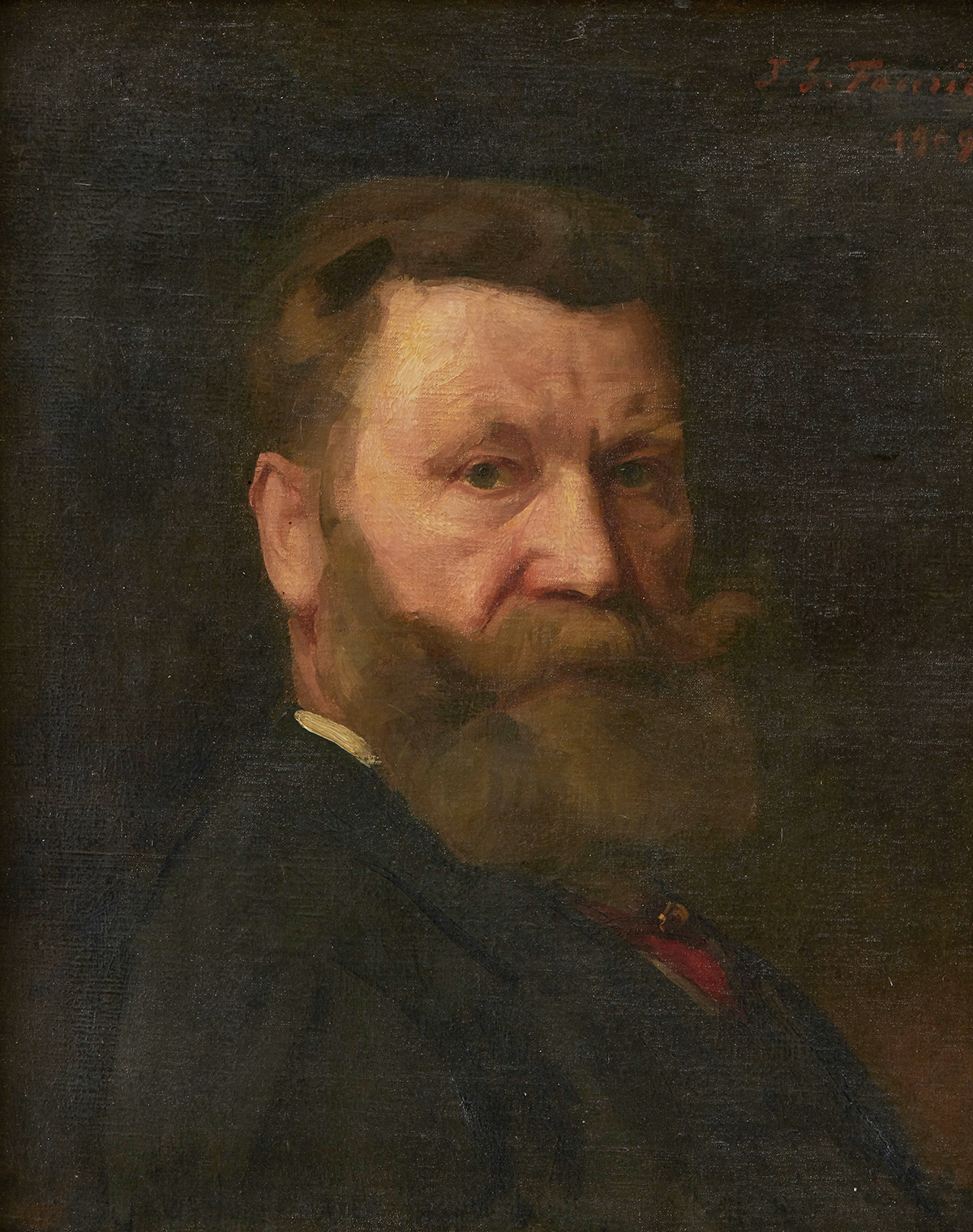
Karl Silvan Bossard (1909)

Karl Silvan Bossard, auch Johann Karl Bossard (* 11. Oktober 1846 in Luzern; † 27. Dezember 1914 ebenda) war ein Schweizer Goldschmied und Antiquitätenhändler. Aus einer Goldschmiede-Dynastie stammend, wurde Bossard international durch seine historistischen Arbeiten und seine Antiquitätensammlung bekannt.

## Leben
Aus seiner Familie, die aus Zug stammte und – auf der Seite des Vaters wie der Mutter – seit Generationen das Goldschmiedehandwerk ausübte, kamen auch der bekannte Bildhauer Johann Michael Bossard und der Arzt, Bergsteiger und Kunstsammler Gustav Bossard (1870–1943). Nachdem er der Familientradition folgend die Lehre bei seinem Vater aufgenommen hatte, lernte er in Freiburg im Uechtland und dann in Genf, Paris, London, New York und Cincinnati, bis er 1867 nach Luzern zurückkehrte. 1869 übernahm er die Werkstatt des Vaters am Hirschenplatz nach dessen Tod. Er fertigte seine Objekte im Stil des Historismus, indem er sich an den Mustern von Gotik und Renaissance orientierte und in seiner Arbeitsweise mittelalterlichen Vorbildern treu blieb. Bossard schuf für das Bistum Basel das Bischofssiegel und den Bischofsstab und für Zar Alexander II. eine goldene Jagdschale sowie verschiedene Kultgegenstände für Schweizer Kirchengemeinden, darunter eine Monstranz in Appenzell. Bossard gehörte zu Beginn des 20. Jahrhunderts zu den reichsten Luzernern.
Für sein Werk erhielt er verschiedene Auszeichnungen, unter anderen 1889 eine Goldmedaille der Pariser Weltausstellung. Auf der Weltausstellung 1900 war er Mitglied der Jury. Bossard machte sich weiter einen Namen als Antiquitätenhändler und als Sammler antiken Schmuckes, alten Goldes und Silbers. Dank seiner herausragenden Kenntnis der Techniken und Gebräuche des alten Kunsthandwerkes verstand er es als Goldschmied und Sammler «wie kein zweiter, sich in die Welt und Ausdrucksweise vergangenen Kunstschaffens einzufühlen.»
Er leitete die Restaurierung zweier in seinem Eigentum stehender Häuser in Luzern, am Hirschenplatz und an der Weggisgasse. Das Zanetti-Haus an der Weggisgasse aus dem 17. Jahrhundert hatte zuvor die päpstlichen Nuntien in der Schweiz aufgenommen, und Bossard erwarb es 1880, um dort seine Antiquitätensammlung auszustellen und sein Geschäft einzurichten. Die Fassadenbemalung beider Häuser al  fresco mit Renaissance-Motiven nahmen sich viele Bauprojekte in Luzern und darüber hinaus zum Vorbild.

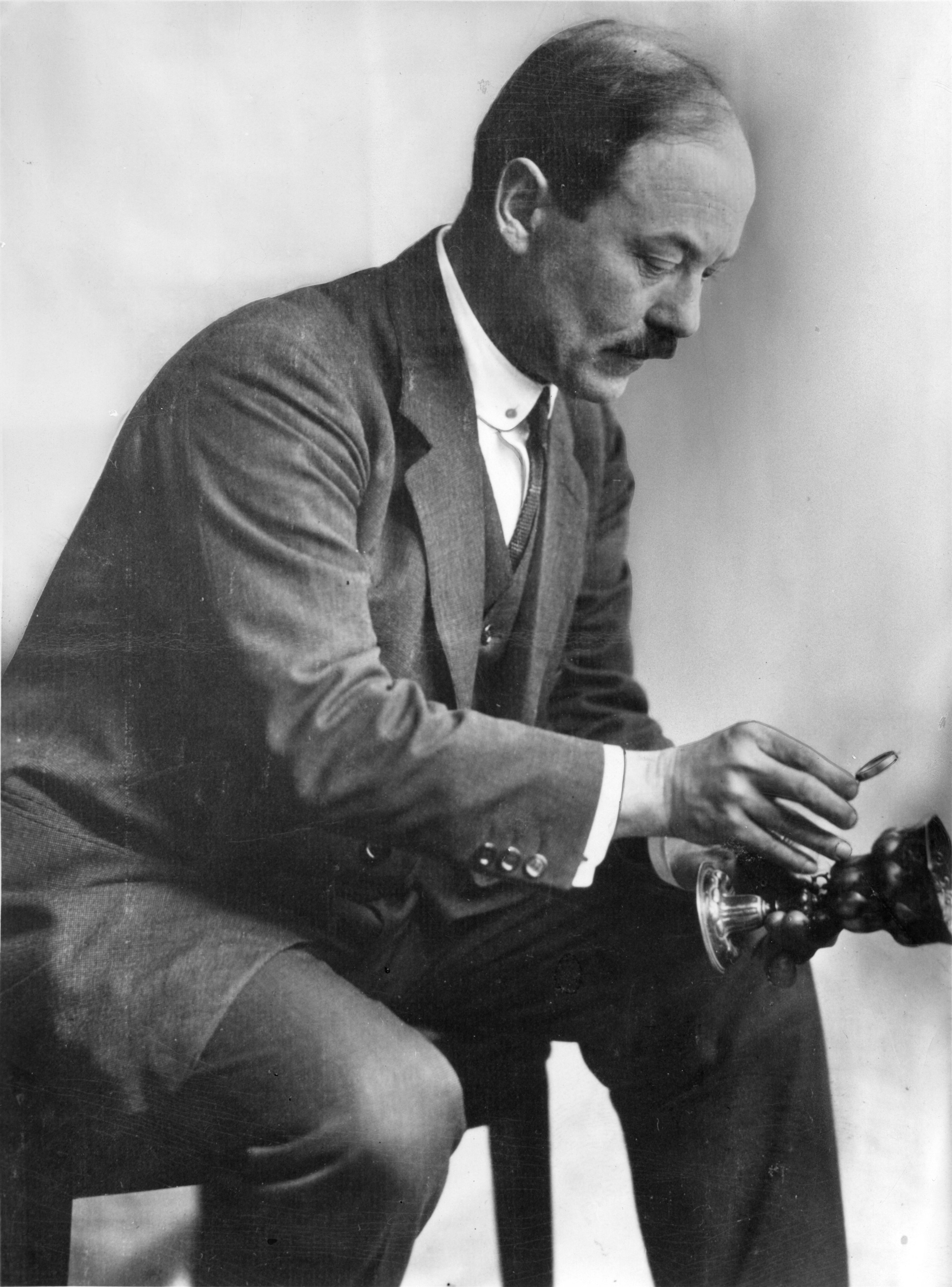
Carl Th. Bossard (1876–1934)

Von 1901 bis 1913 firmierte das Geschäft unter dem Namen „Bossard und Sohn“, da er den jüngeren Sohn Karl Thomas (1876–1934) dort aufnahm. 1910 musste jedoch das Antiquitätengeschäft aufgegeben werden, da kein Nachkomme zur Fortführung bereit war; deshalb wurde auch das Zanetti-Haus verkauft und 1914 abgebrochen.
Der Kunsthistoriker Josef Zemp war sein Schwiegersohn.